# Shöhret Zakir
| Uigurische Bezeichnung          | Uigurische Bezeichnung |
| ------------------------------- | ---------------------- |
| Arabisch-Persisch (Kona Yeziⱪ): | شۆھرەت زاكىر           |
| Lateinisch (Yengi Yeziⱪ):       | Xɵⱨrət Zakir           |
| Kyrillisch (Sowjetunion):       | Шөһрәт Закир           |
| andere Schreibweisen:           | Shöhret Zakir          |
| Chinesische Bezeichnung         |                        |
| Kurzzeichen:                    | 雪克来提·扎克尔        |
| Langzeichen:                    | 雪克來提·扎克爾        |
| Umschrift in Pinyin:            | Xuěkèláití Zhākè’ěr    |

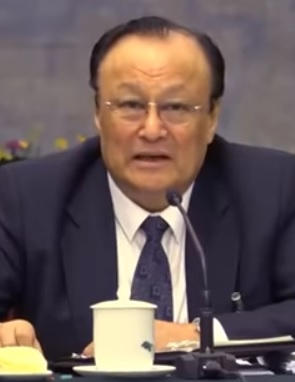
Shöhret Zakir

Xɵⱨrət Zakir (* August 1953 in Gulja) ist ein chinesischer Politiker uigurischer Volkszugehörigkeit. Er ist Gouverneur des Uigurischen Autonomen Gebietes Xinjiang der Volksrepublik China.

## Biografie
Xɵⱨrət Zakir absolvierte ein Studium der Betriebsverwaltung an der Abteilung für Industrie und Wirtschaft der Chinesischen Akademie der Gesellschaftswissenschaften. Er trat im Juni 1985 in die Kommunistische Partei Chinas ein.
Im Dezember 2019 verteidigte er die Umerziehungslager in Xinjiang gegenüber ausländischer Kritik.